# Cole in predsednik
Cole in predsednik je slovenski glasbeni duet, ki ga predstavljata Josip-Cole Moretti in Jože Andrejaš. S skladbo Dober planet sta se uvrstila na EMO 2008, potem ko je bila diskvalificirana pesem Extrem pevke Jasne Pečovnik. 